# Pavol Farkaš
Pavol Farkaš (* 27. března 1985, Vráble) je slovenský fotbalový obránce a bývalý reprezentant, který momentálně hraje v řeckém klubu Škoda Xanthi.

## Klubová kariéra
Do slovenského klubu FC Artmedia Petržalka přestoupil v létě 2007 z celku FC Nitra. Ihned po svém příchodu se začlenil do základní sestavy Artmedie. Poté působil v rumunském klubu FC Vaslui a v létě 2012 odešel do italského AC ChievoVerona, kde v první sezóně nastoupil ke 4 zápasům. Klub v červnu 2013 uplatnil opci na další tři roky. Pro sezónu 2013/14 odešel na roční hostování s opcí do klubu Ternana Calcio hrajícího Serii B, který v témže letním přestupovém období získal i jiného slovenského hráče Martina Valjenta.
V červenci 2014 přestoupil z Itálie do Ázerbájdžánu do klubu FK Qəbələ, kde jej zlákal rumunský trenér Dorinel Munteanu, který ho znal z působení v FC Vaslui. Farkaš podepsal roční smlouvu. Po jejím skončení odešel do řeckého klubu Škoda Xanthi.

## Reprezentační kariéra
10. prosince 2006 debutoval pod trenérem Jánem Kocianem v A-mužstvu Slovenska v přátelském zápase proti domácí reprezentaci Spojených arabských emirátů, v tomto zápase nastoupil na hřiště v prvním poločasu, Slovensko vyhrálo 2:1.
19. listopadu 2013 dostal v A-mužstvu Slovenska pod trenérem Jánem Kozákem další šanci (po necelých sedmi letech) v přátelském utkání proti Gibraltaru, které mělo dějiště v portugalském Algarve ve městě Faro a bylo vůbec prvním oficiálním zápasem Gibraltaru po jeho přijetí za 54. člena UEFA v květnu 2013. V zápase se zrodila překvapivá remíza 0:0, za slovenský výběr nastoupili hráči z širšího reprezentačního výběru a také několik dalších debutantů.

### Reprezentační zápasy
Zápasy Pavla Farkaše za A-mužstvo Slovenska
| Rok    | Zápasy | Góly |
| ------ | ------ | ---- |
| 2006   | 1      | 0    |
| 2013   | 1      | 0    |
| 2014   | 1      | 0    |
| Celkem | 3      | 0    |